# Sociedades de vida apostólica

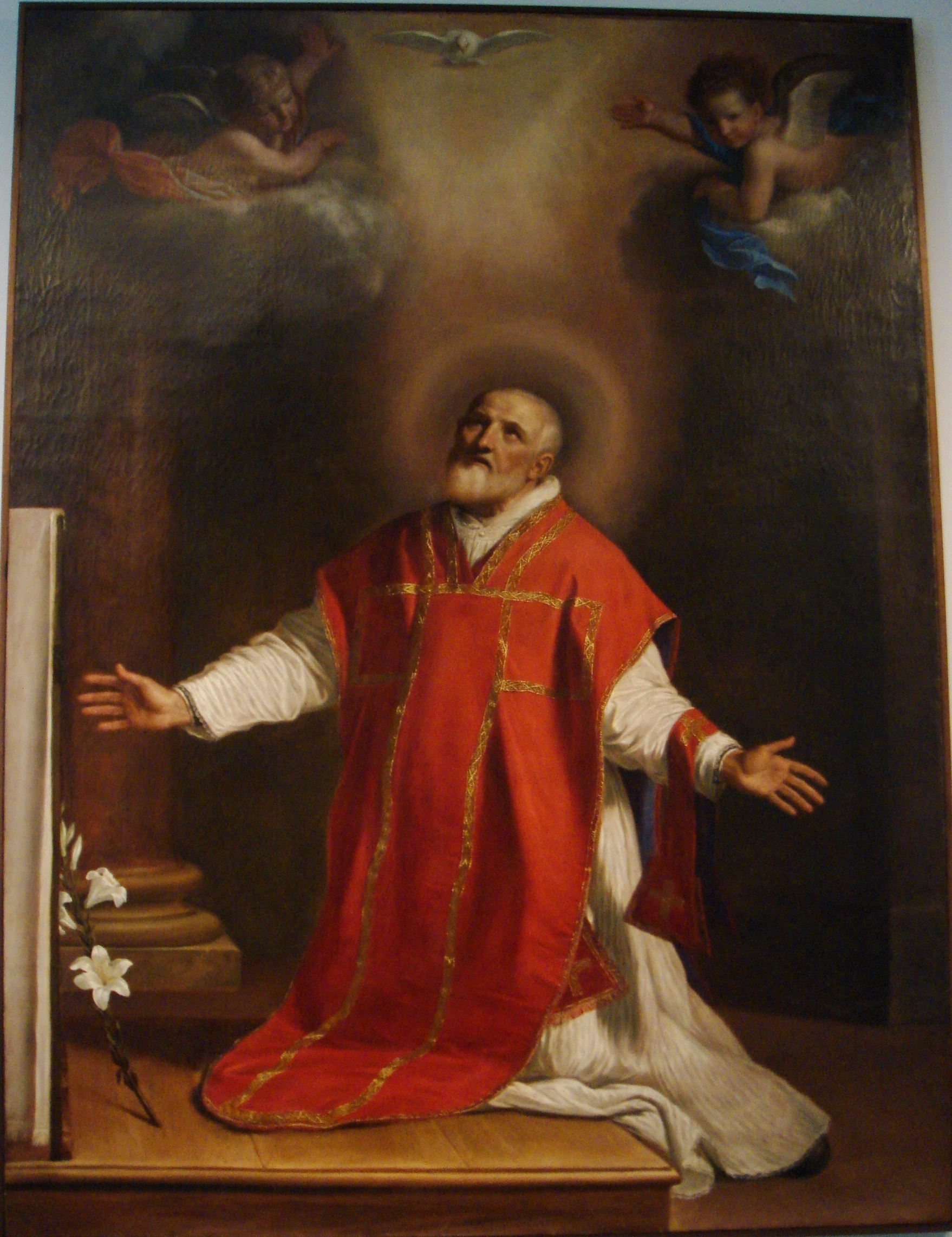
São Filipe Néri, fundador dos oratorianos, pode ser considerado o pai das sociedades de vida apostólica.

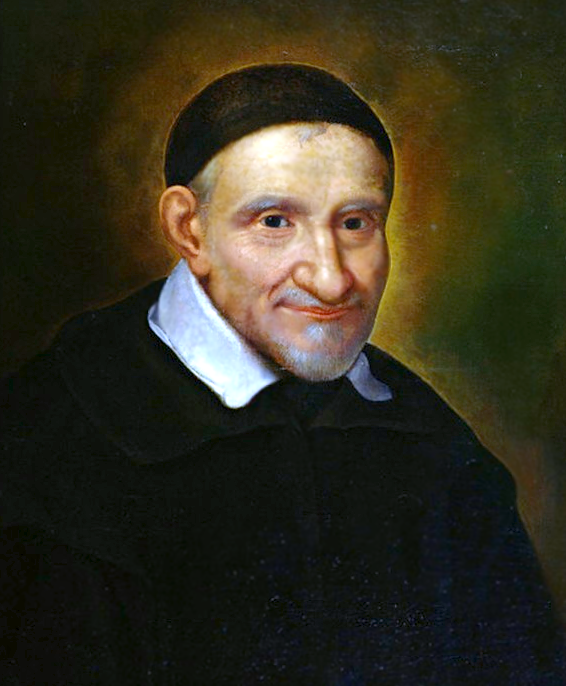
São Vicente de Paula, fundador da Congregação da Missão.

Sociedade de Vida Apostólica é um grupo de homens ou mulheres que buscam uma vida fraterna em comum, com uma finalidade apostólica particular. Ao contrários dos membros de um instituto de vida consagrada (instituto religioso ou instituto secular), membros de sociedades apostólicas não fazem votos religiosos. Este tipo de organização está caracterizada no Código de Direito Canônico, nos cânones 731 a 746. No Código de Direito Canônico de 1917, que precedeu o atual, esta forma de associação era conhecida como sociedade de vida comunitária.

## História
Enquanto os membros das sociedades apostólicas desfrutam alguma vida comunitária, a missão desta comunidade é que recebe a ênfase maior. De acordo com Robert P. Maloney C.M., a vida comunitária deve ser forte o suficiente para apoiar os que se dedicaram a perseguir a mesma finalidade apostólica e flexível o suficiente para permitir que os membros respondam às necessidades urgentes daqueles a quem servem. Em comunidade, as sociedades apostólicas devem manter um balanço entre a oração e o trabalho.
A finalidade das várias sociedades apostólicas diferem significativamente entre si. Elas podem se dedicar a pregar, ensinar, curar, atuar nos seminários, missões no estrangeiro, retiros, advogar por justiça e muitos outros objetivos. Quase todas tiveram suas origens numa necessidade premente reconhecida por seus fundadores. A maioria das sociedade se concentra em um ou mais aspectos corporais e espirituais das obras de misericórdia. A Congregação da Missão, de São Vicente de Paula, e as Filhas da Caridade de São Vicente de Paula pertencem a um grupo de sociedades fundadas nos séculos XVI e XVII como resposta à crescente pobreza na França. Na época, ele não quis fundar as Filhas da Caridade como uma ordem religiosa pois as mulheres religiosas estavam obrigadas ao claustro e, segundo ele, este tipo de dedicação "não era compatível com as obrigações de sua vocação".
Com exceção dos oratorianos, membros podem ser realocados entre as várias comunidades da sociedade conforme a necessidade e esta falta de estabilidade é uma das diferenças da sociedade apostólica de algumas ordens religiosas, como os beneditinos, as clarissas ou os cistercienses.
Uma comunidade precisa de uma aprovação por escrito de um bispo para operar em sua diocese. Clérigos de uma sociedade de vida apostólica são geralmente incardinados na sociedade e não na diocese, a não ser que haja uma provisão em contrário explícita em sua constituição — como o caso dos sulpicianos, que são membros tanto da sociedade quanto da diocese. Cada comunidade tem direito ao seu próprio oratório.
Membros das sociedades de vida apostólica podem ter possuir itens pessoais, mas geralmente vivem em comunidade.
O cânone 731 especifica que elas são "comparáveis aos institutos de vida consagrada". São regulamentadas pela Congregação para os Institutos de Vida Consagrada e Sociedades de Vida Apostólica da Cúria Romana.

## Sociedades de vida apostólica
- Sociedade Regina Virginum
- Apóstolos da Vida Interior
- Sociedade da Missão de Belém
- Companheiros da Cruz
- Congregação de Jesus e Maria ("eudistas")
- Congregação da Missão ("lazaristas")
- Filhas da Caridade de São Vicente de Paula
- Missionários da Casa Glenmary
- Instituto de Cristo Rei e Sumo Sacerdote
- Instituto do Bom Pastor
- Maryknoll
- Missionários do Preciosíssimo Sangue
- Sociedade Missionária de São Tomé (MST)
- Oratório de São Filipe Néri ("oratorianos")
- Padres Paulistas
- Fraternidade Sacerdotal São Pedro
- Fraternidade Sacerdotal dos Missionários de São Carlos Borromeo
- Irmãs do Serviço Social
- Sociedade de Nossa Senhora da Santíssima Trindade
- Fraternidade Sacerdotal de São Pio X
- Sociedade do Santo Suplício
- Sociedade do Apostolado Católico ("palotinos")
- Sodalício de Vida Cristã
- Sociedade de Scarboro para as Missões Estrangeiras

- Regina Virginum